# Vos’moy Mart Rocks
Die Vos’moy Mart Rocks (russisch Скалй Восьмого Марта Skali Wosmogo Marta, deutsch ‚Felsen des 8. März‘) sind eine Gruppe von Felsvorsprüngen im ostantarktischen Königin-Maud-Land. In der Gruppe Linnormen der Payergruppe in der Hoelfjella ragen sie 800 m östlich des Mount Dzhalil’ auf.
Norwegische Kartographen kartierten sie anhand von Vermessungen und Luftaufnahmen der Dritten Norwegischen Antarktisexpedition (1956–1960). Teilnehmer einer sowjetischen Antarktisexpedition (1960–1961) kartierten sie erneut und benannten sie nach dem Datum des Internationalen Frauentags. Das Advisory Committee on Antarctic Names übertrug diese Benennung 1970 in einer Teilübersetzung ins Englische.